# ورزشگاه چونبوری
ورزشگاه چونبوری (به لاتین: Chonburi Stadium) یک ورزشگاه در تایلند است که در Bang Pla Soi واقع شده‌است.